# Drosophila neokhaoyana
Drosophila neokhaoyana är en tvåvingeart som beskrevs av Singh och Dash 1998. Drosophila neokhaoyana ingår i släktet Drosophila och familjen daggflugor.
Artens utbredningsområde är Indien.